# 1819

## Esdeveniments
Països Catalans
Resta del món
- 5 de febrer - Xile i l'Argentina: aquests dos països signen un tractat de col·laboració per contribuir a la independència del Perú.
- 22 de febrer - Espanya cedeix Florida als Estats Units al Tractat d'Adams-Onís a canvi de la sobirania sobre Texas.
- Es funda la Banda Primitiva de Llíria
- Es pinta El rai de la Medusa.[1]

## Naixements
Països Catalans
- 13 de novembre - Barcelona: Estanislau Figueras i de Moragas, primer president de govern de la Primera República Espanyola i President del consell de Ministres.
- 28 de setembre - Figueres (Alt Empordà): Narcís Monturiol i Estarriol, inventor, intel·lectual i polític català, inventor del primer submarí tripulat i amb motor de combustió (m. 1885).
- Castellterçol: Tomàs Bret i Boada, matemàtic i clergue.

Resta del món
- 26 de març - Meissen: Louise Otto-Peters, escriptora alemanya, una de les fundadores del feminisme alemany (m. 1895).[2]
- 28 de març - París (França): André Adolphe Eugène Disdéri, fotògraf francès que va començar la seva carrera fotogràfica fent daguerreotips (m. 1889).[3]

- 31 de març: Chlodwig zu Hohenlohe-Schillingsfürst, canceller d'Alemanya (m. 1901)[4]
- 4 d'abril, Rio de Janeiro: Maria II de Portugal l'Educadora, reina de Portugal (m. 1853).[5]
- 18 d'abril - Split, Dalmàcia, Croàcia: Franz von Suppé, compositor austríac d'origen dàlmata (m. 1895)[6]
- 5 de maig - Ubiel, propo de Minsk, Imperi Rus: Stanisław Moniuszko, compositor polonès (m. 1872).[7]
- 24 de maig -Londres, Regne Unit: Reina Victòria del Regne Unit (m. 1901).[8]
- 31 de maig - West Hills (Nova York): Walt Whitman, poeta nord-americà (m. 1892).[9]
- 10 de juny - Ornans (França): Gustave Courbet, pintor francès (m. 1877).[10]
- 20 de juny - Deutz, Colònia, Regne de Prússia: Jacques Offenbach, músic francès d'origen alemany (m. 1880).[11]
- 28 de juny - 
  - Valenciennes, França): Henri Harpignies, pintor, paisatgista, aquarel·lista i gravador francès de l'Escola de Barbizon (m. 1916).[12]
  - Vižinada, Istriaː Carlotta Grisi, ballarina italiana (m. 1899).[13]
- 10 de juliol - Zaanstad, Regne Unit dels Països Baixos: Pieter Bleeker, metge i ictiòleg
- 17 de juliol - Connecticut: Eunice Newton Foote, física i climatòloga pionera (m. 1888).[14][15]
- 19 de juliol - Zúric (Suïssa): Gottfried Keller, escriptor suís (m. 1890).[16]
- 1 d'agost - Nova York (EUA): Herman Melville, escriptor estatunidenc (m. 1891)[17]
- 23 d'agost - Olomouc, Moràvia: Ludwig Karl Schmarda, zoòleg i explorador austríac.
- 13 de setembre - Leipzig, Saxònia: Clara Schumann, compositora i una de les principals pianistes del romanticisme.[18]
- 20 d'octubre - Siraz, Pèrsia: El Bàb, fundador de la fe babí, precursor de la fe bahà'í.[19]
- 22 de novembre - Nuneaton, Warwickshire (Regne Unit): George Eliot, Mary Anne Evan, escriptora britànica (m. 1880).[20]

## Necrològiques
Països Catalans
- 15 de febrer, Barcelona: Rafael d'Amat i de Cortada, Baró de Maldà, escriptor (n.1746).

Resta del món
- 2 de gener, Parma: Maria Lluïsa de Borbó-Parma, reina consort d'Espanya de 1788 a 1808 (n. 1751).[21]
- 11 de gener, Madrid (Espanya): José Juan Camarón y Meliá, pintor i gravador valencià (n. 1760).
- 19 de gener, Roma (Itàlia): Carles IV, Rei d'Espanya (1788-1808), Fill de Carles III i de Maria Amàlia de Saxònia, va morir als 70 anys. (n. Nàpols, Itàlia 1748).
- 8 de maig, Kailua-Kona, Hawaii: Kamehameha I, rei de Hawaii (n. 1758).[22]
- 10 de maig, Madrid (Espanya): Mariano Salvador Maella Pérez, pintor valencià del neoclàssic (n. 1739).[23]
- 6 de juliol, Parísː Sophie Blanchard, pionera de l'aeronàutica francesa, destacada per les ascensions en globus aerostàtic (n. 1778).[24]
- 24 de juliol, París: Sophie Gail, cantant i compositora parisenca (n. 1775).[25]
- 19 d'agost - Handsworth (Anglaterra): James Watt, matemàtic, i enginyer escocès, un dels inventors de la màquina de vapor (n. 1736).[26]

- París, 1819: Francesco Petrini, arpista i compositor